# Chayahuites
Els chayahuites (autodenominats com shawi o campo piyapi) ón una ètnia de l'amazònia peruana que parlen la llengua chayahuita que forma part de les llengües cahuapanes. Habiten les riveras dels rius Paranapura i els seus afluents, Cahuapanas, Sillay, Supayacu i Shanusi. El poble Shawi viu principalment als departaments de Loreto i San Martin a l'orient del Perú.

## Història
En 1538 i 1539, Alonso de Mercadillo i Diego Nuñez van ser els primers espanyols a travessar el territori chayahuita. En les primeres etapes de l'expansió de la ciutat de Moyobamba cap a les terres baixes, el territori chayahuita va constituir per als indígenes capturats d'altres ètnies un possible lloc de fugida. Amb l'entrada dels missioners jesuïtes en escena es va establir un contacte permanent entre aquesta ètnia i els espanyols.
En 1654, els chayahuites es van assentar en una missió juntament amb els jebero i els munichi, sent la població severament afectada per nombroses epidèmies. Amb l'expulsió dels jesuïtes, la majoria de la població abandona les missions.
Davant l'avanç portuguès es va crear la Comandància Militar de Maynas, i les guarnicions militars es van mantenir al servei dels indígenes. En aquest període, els chayahuitas van treballar com a carregadors i canoeros, encarregant-se del transport dels béns que circulaven entre la Selva Baixa la regió de San Martín.
Durant el segle xix, el poder polític en mans dels governadors va continuar sent utilitzat com una forma de coacció extra-econòmica per a arrencar als nadius de la seva economia de subsistència, i incorporar els seus productes i el seu treball en el sistema econòmic en expansió.
El "boom" cauchero no va ser sinó la culminació d'aquest procés. Des de fins d'aquest període fins a 1940, els chayahuitas van viure en fundos de patrons per als quals van produir per torn els diferents productes demandats pels mercats internacionals.
Amb la crisi del sistema d'hisendes i la promulgació de la Llei de Comunitats Natives, en 1974, van adquirir una major independència encara que es va mantenir a la regió un ordre gamonal. El ILV va iniciar el seu treball en la quarta dècada, però és només en el sétimo decenni amb la fundació d'escoles bilingües i el nou context legal, que els chayahuites es nuclearon en comunitats natives.

## Organització
Els chayahuites, segons Aldo Fuentes (1988), presenten una regla de descendència bilateral. Aquesta característica, unida a una regla de residència post-matrimonial (amb els parents de l'esposa) porta a una definició matrifocal del grup residencial.
La terminologia de parentiu de tipus hawaià (reconeixen distincions per sexe i generació en tant que està absent la distinció entre parents paral·lels i croats). Segons l'autor citat existeix la tendència al fet que un grup de germans prengui per esposes a un grup de germanes.
Els chayahuites han desenvolupat formes de parentiu espiritual en dues modalitats. Una d'elles és la relació establerta entre el nounat i l'adult convidat a realitzar el tall del cordó umbilical al moment del naixement. L'altra modalitat consisteix en la relació que s'estableix entre el nen i l'adult convidat a pintar-li el rostre per primera vegada.

## Demografia
Segons el cens de 2017, 12.977 persones s'autoidentifiquen com a chayahuites, però per llengua materna 17.241 manifesten parlar chayahuita. Segons dades del Ministeri de Cultura Peruà, la població de comunitats chayahuites s'estima en 26.841 persones.